# Avrămești (Felsővidra község)
Avrămești falu Romániában, Erdélyben, Fehér megyében.

## Fekvése
Felsővidra közelében, Târsa mellett fekvő település.

## Története
Avrămeşti korábban Târsa része volt. 1956 körül vált külön 73 lakossal.
1966-ban 75, 1977-ben 70, 1992-ben 34, 2002-ben pedig 25 román lakosa volt.